# 魔魁伝説
『魔魁伝説』 (まかいでんせつ、英:LEGEND OF MAKAI) は、日本マイコン開発が開発し、ジャレコが1988年7月に発売した業務用ビデオゲーム。ウィザードに囚われた姫を救うために主人公が悪魔城を目指して戦うアクションRPGである。
本作は、ジャレコが1988年から展開予定としていた16ビットCPUを採用した低価格基板「CBシリーズ」の第1弾として発売された。

## ゲーム内容
囚われの身となった姫を助けるため、正義の剣士が「魔魁ウィザード」がいる悪魔城を目指し戦う横スクロールアクションゲームである。
1レバー+2ボタン(攻撃、ジャンプ)で剣士を操作、ジャンプは押す長さにより高度を変え、また空中制御もきく。
ステージ中には「青い鍵」、「緑の鍵」、「赤い鍵」の3つの鍵があり、入手する事によりその色に対応した宝箱やドアを開ける事ができるようになる。なお、鍵はステージ毎に集める必要がある。
宝箱を開けたりステージ中の宝石を入手する事でジェム(お金)が貯まっていき、それを使ってショップで買い物をする事ができる。ショップでは各種アイテムを購入できるほか、ジェムを払って巻物に書かれた情報を得る事もできる。ただし、ショップの品物には偽物、買っても効果のない物、購入するとマイナス効果をもたらす罠アイテムも存在する。
ステージ中には友好的なNPCもおり、彼らの情報やショップで購入できる巻物の情報がステージをクリアする上で重要になってくる。また、各ステージではNPCなどからウィザードを倒すためのキーワードを1文字ずつ教えてもらえる。その他、ステージ中には目に見えない隠されたドアやショップも存在している。
ステージ毎に制限時間が設定されており、タイムアップになると永久パターン防止キャラクターの火だるまが出現し襲い掛かってくる。
ライフ、残機併用制で、敵の攻撃を受けるなどしてライフが無くなる、穴に落ちるなどすると1ミスとなり、残機が全て無くなるとゲームオーバー。ミスした場合やクレジットを投入しコンティニューした場合は特定地点からゲーム再開となる戻り復活となっている。
全8ステージで、エンディングはグッドエンディングとバッドエンディングの2種類。最終面のウィザードを倒すためのキーワードを入力する場面で間違ったキーワードを入力すると、ウィザードと戦う事ができずにそのままバッドエンディングとなる。

### アイテム
アイテムは宝箱の中に入っていたり、ショップで購入して入手できる。ただし、ショップの品物には偽物も存在する。
ワイアムスレイヤー
初期装備の剣より威力の高い剣。
まほうのけん
ワイアムスレイヤーより威力の高い最強の剣。非売品。
ライトソード
剣の威力を20回分上げる。ドルイードの祝福を受けたものとソーサラーの力を秘めたものの2種類が存在するが、効果は同じである。
ぎんのたて
敵の弾を10発分防ぐ。
きんのたて
敵の弾を20発分防ぐ。
まほうのたて
敵の弾を際限なく防ぐ。非売品。
ブーメランナイフ
攻撃ボタンを押すと一定距離を進んで戻ってくる飛び道具のナイフを投げる。
ブーメランオノ
攻撃ボタンを押すと一定距離を進んで戻ってくる飛び道具の斧を投げる。ナイフよりも威力が高い。
ダブルブーメランオノ
ブーメランオノを2つ投げる事ができる。
ちからのブーツ
敵を踏みつけてダメージを与えつつジャンプできるようになる。
ふゆうのはね
空中でレバーを上入力し続けるとゆっくりと下降する事ができる。
おはなしドリ
6面のショップ店員の話すおかしな言葉が分かるようになる。ただし、本物は1つだけで、偽物は「おわらいドリ」や「うらないドリ」といったものがある。
かいふくのくすり
ライフを1つ回復させる。
ちからのくすり
10秒間、剣士が無敵になる。
ジャンプのくすり
10秒間、高くジャンプできるようになる。
いのちのさかずき
残機が1つ増える。

## 移植版
| No. | タイトル | 発売日       | 対応機種                      | 開発元                | 発売元     | メディア                              | 型式 | 備考                          |
| --- | -------- | ------------ | ----------------------------- | --------------------- | ---------- | ------------------------------------- | ---- | ----------------------------- |
| 1   | 魔魁伝説 | 2021年3月4日 | PlayStation 4 Nintendo Switch | ハムスター (移植担当) | ハムスター | ダウンロード (アーケードアーカイブス) | -    | 海外版(LEGEND OF MAKAI)も収録 |

## 開発
本作のBGMを担当した岡村静良はインタビューにて、本作の前に発売された『P-47』はそれなりに評価されたが、基板（メガシステム1）が高いうえROM交換に消極的だったので営業的に厳しくなり、そのため売り上げを立てるために安い基板も作る事となった、そしてジャレコが販売したファミリーコンピュータの『伝説の騎士エルロンド』(レア社開発)を廉価基板でやってはどうだろう、という話になり、丸パクリではロイヤリティが発生するので同じシステムでそうならないように作ったのが本作であったと語っている。また、岡村は他にも、『伝説の騎士エルロンド』はNMK開発という事になっているがやったのはタイトル画面の書き換えくらいであった事、本作は海外で評判が良くまとまった数の注文が来た事を明かしている。